# 10970 de Zeeuw
10970 de Zeeuw è un asteroide della fascia principale. Scoperto nel 1973, presenta un'orbita caratterizzata da un semiasse maggiore pari a 2,7186248 UA e da un'eccentricità di 0,1339542, inclinata di 1,87325° rispetto all'eclittica.
L'asteroide è dedicato all'astronomo olandese Tim de Zeeuw.